# Вяльцева, Анастасия Дмитриевна
Анастаси́я Дми́триевна Вя́льцева (по мужу — Бискупская; 1 [13] марта 1871, слобода Алтухово, Трубчевский уезд, Орловская губерния — 4 [17] февраля 1913, Санкт-Петербург) — русская эстрадная певица (меццо-сопрано), исполнительница русских и «цыганских» романсов, артистка оперетты.

## Биография
Родилась в бедной крестьянской семье в Орловской губернии.
Сценическую деятельность начала в Киеве в качестве статистки в балетной труппе С. С. Ленчевского (1887). В 1893 году выступала в опереточной труппе московского театра «Аквариум», затем в труппе С. А. Пальма (вначале в Москве, потом — в Петербурге). На сцене Петербургского Малого театра её заметили театральные обозреватели. А затем и присяжный поверенный Н. И. Холева, который ввёл её в столичный литературно-артистический кружок. В Петербурге Вяльцева брала уроки у известного педагога по вокалу С. М. Сонки, председателя Петербургского вокального общества.
Большую роль в артистической судьбе певицы сыграл Я. В. Щукин. В 1897 году Вяльцева получает приглашение в опереточную труппу московского театра «Эрмитаж» Я. В. Щукина. Здесь её выступления неизменно сопровождались блестящим успехом. В том же 1897 году в театре «Эрмитаж» состоялся первый сольный концерт Анастасии Вяльцевой, сразу же вызвавший невиданный ажиотаж в эстрадных кругах и определивший всю её дальнейшую карьеру исполнительницы в жанре цыганского романса. Сама певица вспоминала об этом так:

В течение трёх лет я не выходила на сценические подмостки и всё это время работала над развитием своего голоса с целью пройти серьёзную школу для дальнейшей артистической деятельности. Затем меня увидал Щукин, известный московский антрепренёр, и пригласил сразу на первые роли в «Эрмитаж» в Москву, а затем я сделалась «Вяльцевой».

После громкого успеха певице наперебой предлагают самые выгодные контракты. Первая же её гастрольная поездка по городам России вылилась в настоящий триумф новоявленной звезды. «Знаменитая „вяльцевская улыбка“ покоряла всех и вся, — писал очевидец. — Её заставляли бисировать по десять, двадцать раз». Несмотря на множество гастролей в провинции и активную концертную деятельность в столицах, продолжала выступать в опереточных спектаклях (Саффи в «Цыганском бароне» И. Штрауса, Перикола в «Периколе» и Елена в «Прекрасной Елене» Ж. Оффенбаха, Клеретта в «Дочери мадам Анго» Ш. Лекока). Эпизодически участвовала в оперных представлениях, в том числе и в Мариинском театре. Среди наиболее известных партий: Кармен («Кармен» Ж. Бизе), Амнерис («Аида» Дж. Верди), Далила («Самсон и Далила» К. Сен-Санса). Современниками отмечалась красота голоса Вяльцевой, задушевность её пения, оригинальность фразировки.
Во время Русско-японской войны в 1904—1905 годах часть денег от своих выступлений Анастасия Вяльцева отдавала в пользу раненых. А когда ранили её любимого мужчину — гвардейского офицера Василия Викторовича Бискупского (1878—1945) — актриса временно оставила сцену и отправилась на Дальний Восток, где устроилась сестрой милосердия в полевой госпиталь. Примерно в 1905 году она тайно вышла за него замуж.
Популярность Вяльцевой в начале XX века была огромна, её называли «Чайкой русской эстрады» и «русской Золушкой», превратившейся из простой горничной в одну из самых богатых и известных женщин России. Концерты «несравненной» исполнительницы романсов всегда вызывали шумный успех, а граммофонные пластинки с её записями выходили огромными тиражами. Концерты в Курзале Сестрорецкого курорта (вместимостью до 1700 мест) проходили при полном аншлаге. Причём, основой её популярности стали не оперные партии в специальных, поставленных «под неё» спектаклях петербургского «Буффа», где она не имела особенного успеха, а исключительно эстрадные концерты.
По существу, она создала собственный «вяльцевский» репертуар, состоявший, прежде всего, из романсов и песен своего постоянного аккомпаниатора Алексея Таскина с добавлением высоко ценимых ею опусов Михаила Штейнберга (самыми популярными из которых стали «Гай-да тройка!», «Я вас ждала», «Лети, лети мечта любви»).
Множество романсов ей посвятил много лет влюблённый в неё композитор Николай Зубов, в частности, «Люблю тебя», «Жажду свиданья» и знаменитый «Не уходи, побудь со мною». «В России есть три знаменитости: я, Горький и Вяльцева…», — однажды сказал всемирно известный цирковой борец Иван Поддубный.
Вяльцева владела несколькими домами на набережной реки Карповки, которые завещала городу.
В начале 1913 года по Петербургу разнеслось известие о том, что Вяльцева заболела раком крови. Сводки о состоянии её здоровья вывешивали на газетных киосках; её муж Василий Бискупский, несмотря на тяжёлое ранение, перенесённое в русско-японскую войну, стал донором при переливании крови, но ничего не помогло. Вяльцева А. Д. скончалась 4 (17) февраля 1913 года на сорок втором году жизни. В этот же день в Санкт-Петербурге отслужили первую панихиду по усопшей в Благовещенской церкви Конногвардейского полка.
В день похорон процессия на Невском проспекте в виде многотысячной колонны шла от дома № 84 на Мойке к Александро-Невской лавре.
Могила Вяльцевой находится на Никольском кладбище Александро-Невской лавры. Часовня-усыпальница (архитектор Л. А. Ильин, скульптор С. Н. Судьбинин) создана в 1915 году.

## Оценка творчества
Строгий ценитель искусства Немирович-Данченко, посетив сольный концерт Вяльцевой в Москве, в саду «Эрмитаж», признался: «Она мне 
доставила удовольствие, большая артистка».
Сияющая улыбка, насыщенный и экспрессивный тембр голоса, скрывавший в себе, по свидетельству современника, «странный наркотический аромат», всё это уводило куда-то вдаль от будней, прославляло радости жизни, забвение горестей и мучительных проблем:132. И вместе с тем, как писал Александр Кугель, «какие-то признаки анемичности носились над вяльцевскими песнями, и любовь, про которую пела Вяльцева, была уже слегка осыпана пудрой…».
Говоря профессиональным языком, прекрасная фразировка и дикция, точная интонация, выразительный жест, сила художественного внушения, а главное, яркая индивидуальность певицы обеспечивали успех самым простым и непритязательным в творческом отношении песням. Анастасия Вяльцева, крестьянка по происхождению, гордилась, что стала эталоном женственности и изящества, кумиром аристократических салонов и желанной гостьей самых рафинированных артистических и поэтических кругов:133 — и всего этого она добилась сама, одною силой своего таланта и обаяния.
Исполнительская манера и стиль Вяльцевой нашли неожиданное и своеобразное продолжение в эстрадном творчестве другого представителя модернизма, Александра Вертинского, который вышел на большую сцену в 1915 году, уже после смерти своей предшественницы:133.
Поэт Александр Блок — любитель и знаток русского романса и российской эстрады того времени в целом, безусловно признавал за Вяльцевой умение петь. При этом сценический образ и творческая эстетика певицы, явно претили антибуржуазным взглядам поэта. 4 августа 1912 года А. Блок, вероятно, посетил один из концертов Вяльцевой в Санкт-Петербурге. На следующий день Блок в своем письме выразит свои впечатления от увиденного:

В Териоки я так и не ездил; <…> Вместо того я слушал Вяльцеву — в первый раз после окончания курса в гимназии, когда мы ездили с Гу́ном в Москву. Она мне необыкновенно не понравилась. Еврейка Раисова неизмеримо лучше. У Вяльцевой нет ничего, кроме бриллиантов и соболей, никакого обаяния, только умение петь.— А. А. Блок, из письма к матери. 5 августа 1912 года
 На одном из таких концертов проходивших в то время в Санкт-Петербурге Вяльцева сделала рекордные 52 выхода на бис. Чуть позже, уже в Москве, ей удалось побить этот свой рекорд, выступив на бис 60 раз за ночь! И вскоре, осенью 1912 года она заболела воспалением легких. Врачи рекомендовали ей отменить гастроли, но несмотря на это она даёт ещё около десятка концертов, и после этого уже не смогла выйти на сцену.

…Ничтожно, бедно, жалко в музыкальном смысле какое-нибудь «Тебя не вырвут у меня!», про которое с такой звенящей лаской пела Вяльцева. Но этим примитивом упивались, а изысканная аранжировка той же эгоистической эротики оставляла публику равнодушной. Один фельетонист описал как-то весьма красочно впечатления вяльцевских концертов. Выходило как будто, что всё дело в том, что это нравилось банкиру, биржевику, испорченному и пресыщенному, расслабленному и одурманивающемуся, а он, который описывал, сам в стороне. Но неправда, по некоторым, ярким и живым словам видно, что и ему нравилось, что и у него какие-то мурашки по спине ползли и что он, в сущности, очень искусно сваливает на банкиров и биржевиков. Его собственная пролетарская кожа тоже испытывала приятное раздражение. Только сознаться не хочется — в немощи и чувствительности. Успех Вяльцевой — факт, который невозможно объяснить только некультурностью и музыкальной невоспитанностью. Всегда во все времена наибольший успех имели певцы и певицы наиболее элементарного жанра — и не потому, что публика дура (не имеют же такого успеха элементарные музыканты, писатели и художники), а потому, что пение, как язык сердца, неразрывно связано с примитивом. Или пение не есть язык сердца, но тогда мы говорим о разных вещах…— Александр Кугель. Театральные портреты.

## Образ в искусстве
Биографии певицы посвящён художественный фильм «Несравненная» (1993, Россия, Украина), главную роль исполнила актриса Ольга Анненская (Черноок).
Вяльцева послужила прототипом героини романа писателя Геннадия Алексеева «Зелёные берега». На обложке книги (издание 1996 года) воспроизведена фотография певицы.
Отсылка к образу Вяльцевой просматривается в российском художественном фильме 1999 года «Китайский сервиз», где действие происходит в 1913 году на комфортабельном речном пароходе, идущем по Волге. По сюжету в событиях принимает участие и поёт романсы знаменитая певица Зинаида Аполлинарьевна Волошина (как позже оказывается — мошенница Пинскер-Ландау, использующая пластинки известной певицы).

## Иллюстрации
- Открытка с Анастасией Вяльцевой, начало XX века
- А. Вяльцева перед концертом в Дворянском собрании, 1910
- Портрет с открытки
- 1910 г.
- 1910 г.

## Адреса в Санкт-Петербурге
- 1898—1901 — Николаевская улица (улица Марата с 1918), 12;[14]
- 1901—1902 — Колокольная улица, 13;
- 1902—1904 — Николаевская улица (улица Марата с 1918), 6;
- 1904—1913 — набережная реки Мойки, 84;
- Сестрорецк, Курорт, дача ул. Лесная 1.

## Память
·  На малой родине установлен памятник. Памятник стоит на месте, где располагался дом великой певицы. 
- На доме по адресу набережная реки Мойки, 84 в 1995 году была установлена мемориальная доска (архитектор Т. Н. Милорадович)[15].
- Трубчевская детская школа искусств имени А. Д. Вяльцевой носит имя певицы с 2002 года[16].

## Родственники
- Брат — Ананий Дмитриевич Вяльцев (1872—1959) был управляющим тремя доходными домами А. Д. Вяльцевой на Карповке, которые она купила в 1908 году. Согласно завещанию после смерти певицы был назначен её душеприказчиком. В 1915 году получил звание потомственного почетного гражданина как действительный член Общества попечения о бесприютных детях. Пережил блокаду Ленинграда, был награждён медалью «За оборону Ленинграда»[17].
- Племянник — Дмитрий Ананьевич Вяльцев (1914—1941) был боксером, победитель чемпионата по боксу в 1932 году, тренер команды «Динамо»[17]. Был арестован 13 сентября 1941 г. по обвинению по ст. 58-1а УК РСФСР, в самом начале блокады Ленинграда. Погиб в 1941 г. при этапировании из Ленинградской области вглубь СССР. 2 июля 1960 года дело было прекращено за отсутствием состава преступления, реабилитирован посмертно[18].